# Premi e riconoscimenti di Hozier
Questa è la lista che riassume i premi ottenuti da Hozier, cantante irlandese, nel corso della sua carriera.

## American Music Awards
- 2015 – Candidatura al miglior artista alternativo
- 2025 – Candidatura come Favorite Male Pop Artist[1] (in attesa)
- 2025 – Candidatura come Favorite Rock Artist[1] (in attesa)
- 2025 – Candidatura come Favorite Rock Album per Unreal Unearth[1] (in attesa)
- 2025 – Candidatura come Favorite Rock Song per Too Sweet[1] (in attesa)
- 2025 – Candidatura come canzone dell'anno per Too Sweet[1] (in attesa)

## ARIA Music Awards
- 2015 – Candidatura come Best International Artist

## BBC Music Awards
- 2015 – Candidatura all'artista internazionale dell'anno
- 2015 – Canzone dell'anno per Take Me to Church

## Berlin Music Video Awards
- 2024 – Best Cinematography per De Selby (Part 2)

## Billboard Music Awards
- 2015 – Miglior artista rock
- 2015 – Candidatura al miglior artista esordiente
- 2015 – Miglior canzone rock per Take Me to Church
- 2015 – Candidatura alla miglior canzone streaming (audio) per Take Me to Church
- 2015 – Candidatura al miglior album rock per Hozier

## Brit Awards
- 2015 – Candidatura come International Male Solo Artist[2]
- 2025 – Candidatura come Best International Song per Too Sweet[3]

## Country Music Association Awards
- 2020 – Candidatura come Musical Event of the Year per The Bones (con Maren Morris)

## European Border Breakers Awards
- 2015 – Album of the Year per Hozier

## Grammy Awards
- 2015 – Candidatura alla canzone dell'anno per Take Me to Church

## IRMA Chart Number 1 Awards
Il premio è noto anche come Official Irish Charts Awards.
- 2019 – #1 Album per Wasteland Baby
- 2023 – #1 Album per Unreal Unearth
- 2024 – #1 Single per Too Sweet

## Ivor Novello Awards
- 2015 – Best Song Musically and Lyrically per Take Me to Church
- 2019 – Candidatura come Best Song Musically and Lyrically per Nina Cried Power[4]

## iHeartRadio Music Awards
- 2016 – Candidatura come Best New Artist[5]
- 2020 – Candidatura al miglior remix per The Bones (con Maren Morris)[6]
- 2025 – Candidatura come Song of the Year per Too Sweet[7]
- 2025 – Candidatura come Pop Song of the Year per Too Sweet[7]
- 2025 – Alternative Song of the Year per Too Sweet[7]

## Juno Awards
- 2016 – Candidatura come International Album of the Year per Hozier

## Los Premios 40 Principales
- 2015 – Candidatura come Best International New Artist
- 2015 – Candidatura come Best International Video per Take Me to Church

## MTV Europe Music Awards
- 2014 – Candidatura alla migliore canzone con un messaggio sociale per Take Me to Church
- 2024 – Candidatura come Best Alternative[8]
- 2024 – Candidatura come Best UK & Ireland Act[8]

## MTV Video Music Awards
- 2015 – Candidatura al miglior video rock per Take Me to Church
- 2015 – Candidatura alla miglior regia per Take Me to Church
- 2024 – Candidatura come Best Alternative per Too Sweet[9]
- 2024 – Candidatura come Song of Summer per Too Sweet[10]

## National Music Publisher's Association Awards (NMPA)
Il premio è assegnato agli autori delle canzoni.
- 10 marzo 2015 – Multi-Platinum per Take Me To Church
- 17 marzo 2015 – Multi-Platinum per Take Me To Church
- 22 aprile 2015 – Multi-Platinum per Take Me To Church
- 10 giugno 2015 – Multi-Platinum per Take Me To Church
- 12 febbraio 2018 – Multi-Platinum per Take Me To Church
- 30 giugno 2021 – Gold per Almost (Sweet Music)
- 30 settembre 2021 – Platinum per Almost (Sweet Music)
- 31 marzo 2023 – Multi-Platinum (12) per Take Me To Church
- 30 settembre 2023 – Gold per Angel of Small Death and the Codeine Scene
- 30 settembre 2023 – Platinum per Cherry Wine
- 30 settembre 2023 – Gold per Would That I
- 30 settembre 2023 – Platinum per Jackie and Wilson
- 30 settembre 2023 – Gold per Arsonist's Lullabye
- 30 settembre 2023 – Multi-Platinum (13) per Take Me to Church
- 30 settembre 2023 – Gold per Movement
- 30 settembre 2023 – Gold per To Be Alone
- 30 settembre 2023 – Multi-Platinum (2) per Someone New
- 30 settembre 2023 – Platinum per Like Real People Do
- 30 settembre 2023 – Gold per Shrike
- 30 settembre 2023 – Platinum per From Eden
- 30 settembre 2023 – Multi-Platinum (2) per Work Song
- 31 dicembre 2023 – Gold per Eat Your Young
- 31 marzo 2024 – Gold per Tell It To My Heart
- 30 settembre 2024 – Platinum (2) per Too Sweet
- 30 settembre 2024 – Platinum (2) per Almost (Sweet Music)
- 30 settembre 2024 – Gold per Wasteland, Baby!
- 30 settembre 2024 – Platinum per Would That I

## Official Charts Company Specialist Awards (OCC UK)
I premi sono assegnati dalla Official UK Chart ai progetti che raggiungono la prima posizione settimanale in una classifica.
- 2018 – #1 Official Vinyl Singles Chart per Nina Cried Power
- 2019 – #1 Official Vinyl Albums Chart per Wasteland Baby
- 2023 – #1 Official Albums Chart per Unreal Unearth
- 2023 – #1 Official Albums Chart Update per Unreal Unearth
- 2023 – #1 Official Albums Sales Chart per Unreal Unearth
- 2023 – #1 Official Album Downloads Chart per Unreal Unearth
- 2023 – #1 Official Physical Albums Chart per Unreal Unearth
- 2023 – #1 Official Vinyl Albums Chart per Unreal Unearth
- 2024 – #1 Official Singles Chart per Too Sweet
- 2024 – #1 Official Singles Chart Update per Too Sweet
- 2024 – #1 Official Streaming Chart per Too Sweet
- 2024 – #1 Official Singles Downloads Chart per Too Sweet

## Silver Clef Award
- 2016 – International Award[14]

## Spotify Billion Streams Plaque
- 2019 – Take Me to Church
- 2023 – Take Me to Church (2 miliardi)
- 2024 – Too Sweet

## Teen Choice Awards
- 2015 – Miglior brano rock per Take Me to Church

## Vevo Certified
- 2024 – Take Me to Church
- 2024 – Take Me to Church
- 2024 – Too Sweet
- 2024 – Work Song
- 2024 – Too Sweet (lyric video)

## Žebřík Music Awards
- 2014 – Candidatura come Best International Discovery[15]
- 2014 – Candidatura come Best International Song per Take Me to Church[15]